# Otis Elevator Company

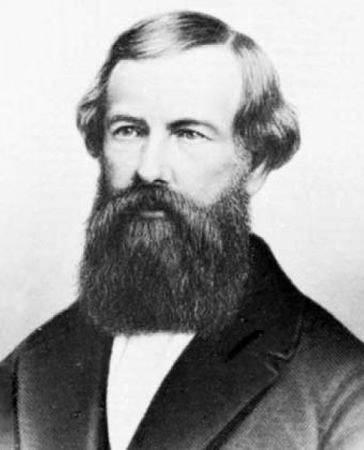
Elisha Graves Otis

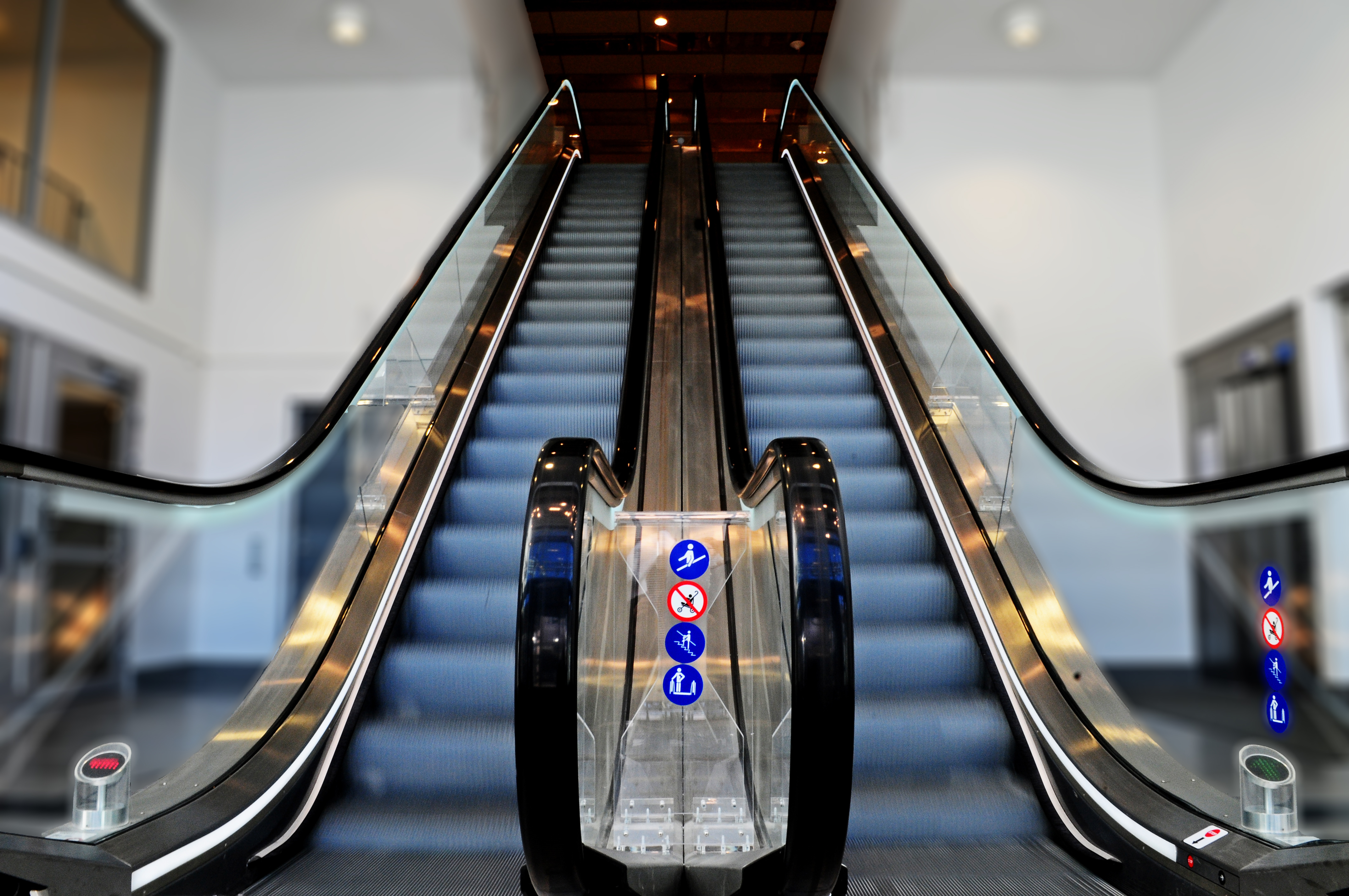
Scale mobili OTIS

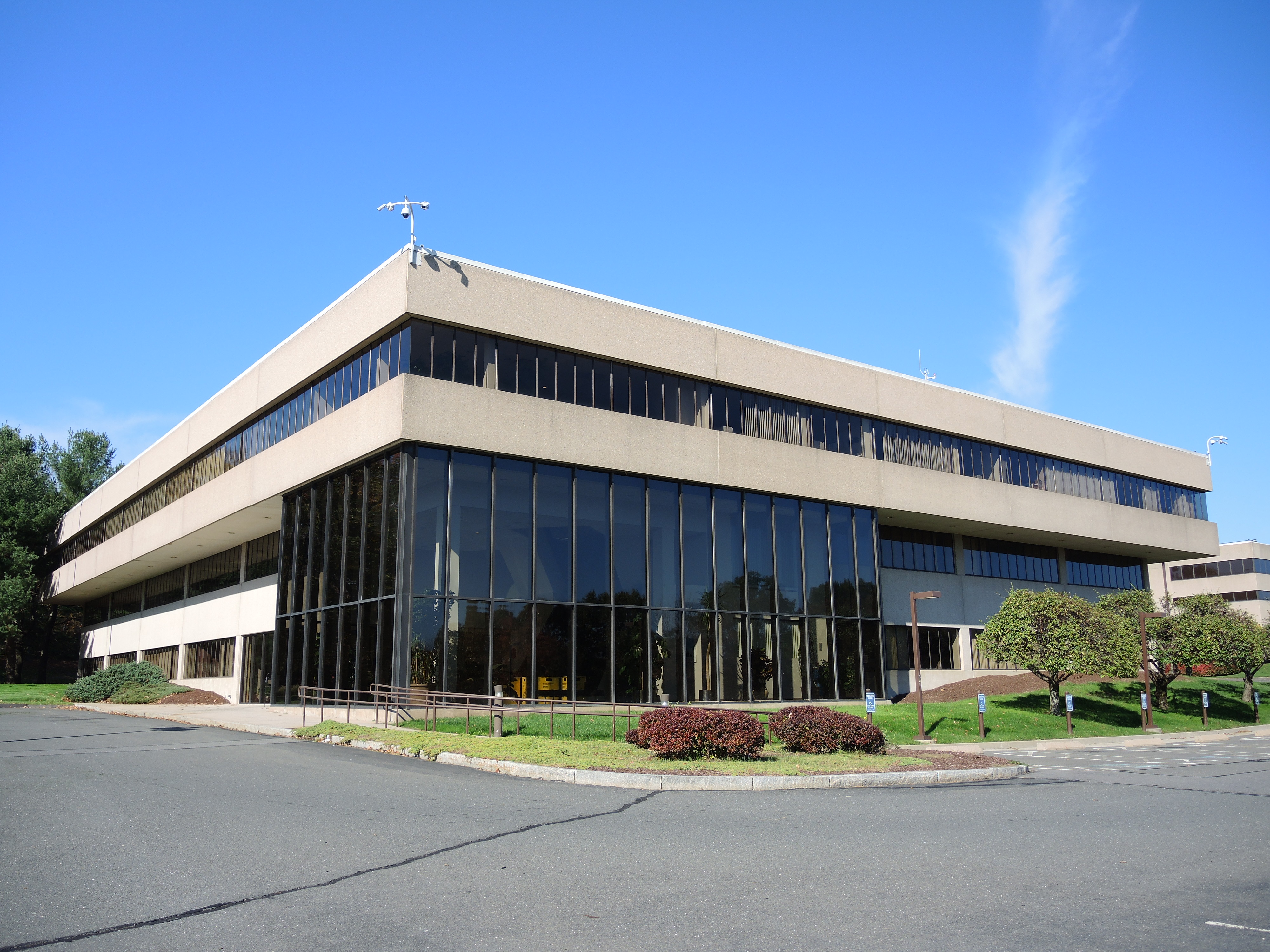
Sede di Farmington (Connecticut)

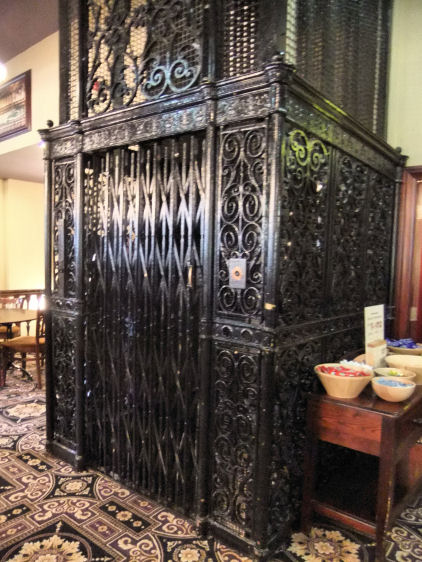
Ascensore OTIS a Glasgow, importato nel 1856 dagli USA per Gardner's Warehouse.

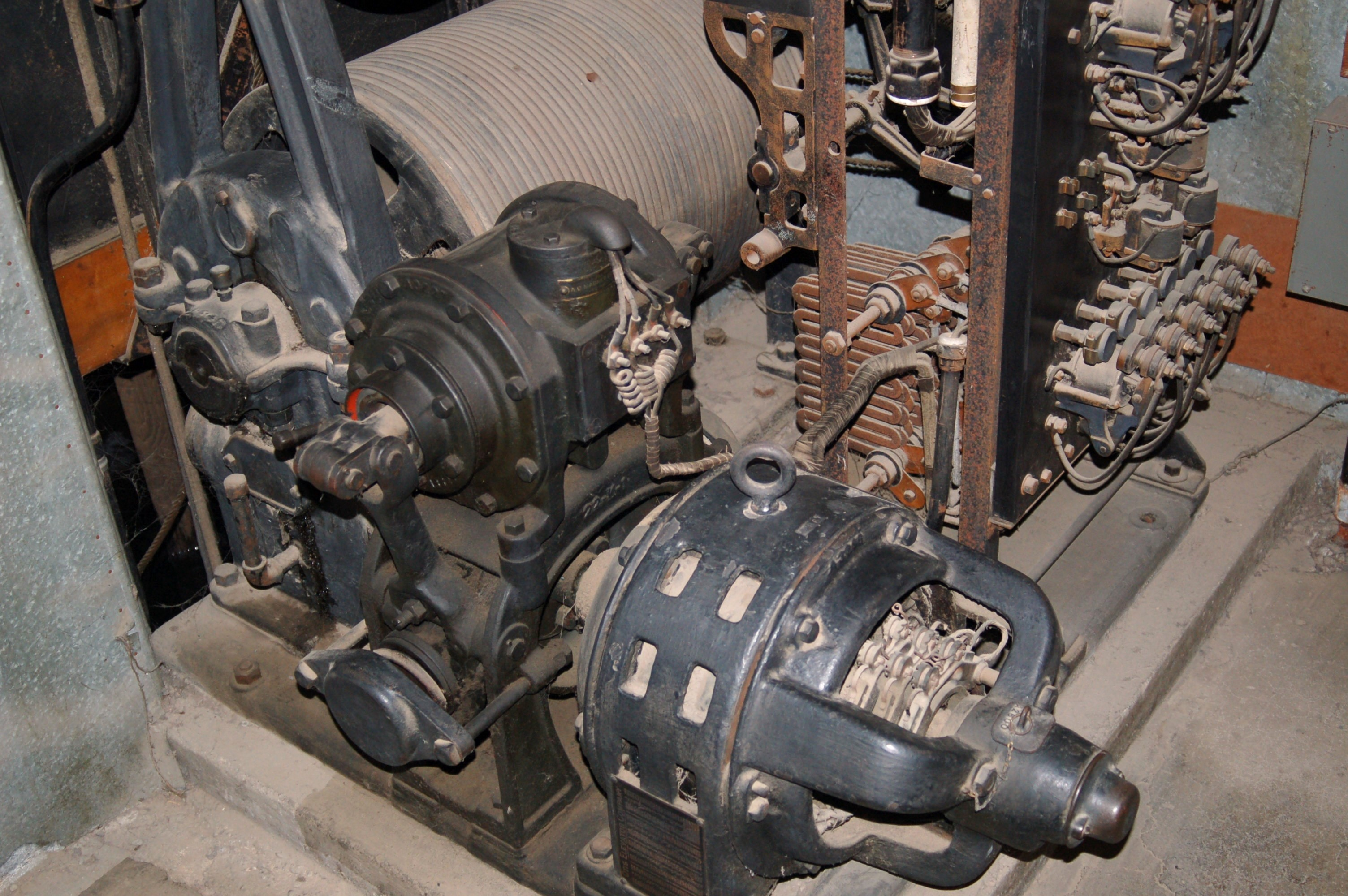
Otis elevator al Winchester Mystery House

La Otis Elevator Company è la più grande produttrice di sistemi di trasporto verticale al mondo, principalmente ascensori e scale mobili.
Fondata a Yonkers, New York (USA) nel 1853 durante la presidenza di Franklin Pierce da Elisha Otis, la compagnia iniziò lo sviluppo di ascensori sicuri, usando uno speciale meccanismo in grado di bloccare la cabina in caso di caduta libera per la rottura delle funi, "safety elevator" inventato da Otis nel 1852.
Otis ha installato ascensori in tutto il mondo, inclusa la Torre Eiffel, Empire State Building, World Trade Center (1973–2001), The Twilight Zone Tower of Terror, Torri Petronas, Burj Khalifa, CN Tower, Winchester Mystery House, Hotel del Coronado, Demarest Building, Singing Tower al Bok Tower Gardens, Skylon Toweril centro commerciale Serravalle , e nella torre Isozaki a Milano

## Storia
Nel 1852 Elisha Otis inventò il safety elevator, che automaticamente arrestava la caduta in caso di rottura delle funi. Dopo una esibizione alla Exhibition of the Industry of All Nations iniziò la produzione industriale.
Otis fu fondata a Yonkers (New York) nel 1853 da Elisha Otis. Venne acquisita da United Technologies nel 1976. La sede è a Farmington (Connecticut).
Otis ha sviluppato anche people-mover "shuttle" come lo Otis Hovair. Nel 1996, Otis fa una joint-venture la "Poma-Otis Transportation Systems" con la francese Pomagalski.
Otis Elevator Company comprò la Evans Lifts inglese quando Evans Lifts Ltd andò in bancarotta nel 1997 durante la fusione con Express Lift Company a nome ExpressEvans. Con sede a Leicester era la compagnia di ascensori più antica di Inghilterra.

## Presidenti e chairman
- Elisha Graves Otis e Susan A. Houghton, circa 1853
- William Delavan Baldwin, circa 1926[3][4]
- Percy L. Douglas, ?-1964[5]
- Fayette S. Dunn, 1964-?[6]
- Didier Michaud-Daniel, 2008-2012
- Pedro Sainz de Baranda, 2012-2014
- Philippe Delpech, 2015–Presente

## Cartello
Nel febbraio 2007, l'Unione europea inflisse una multa di 225 milioni di € per un cartello sul mercato belga, olandese e tedesco. Nel cartello vi furono i costruttori ThyssenKrupp, Schindler Group, Kone e Mitsubishi Elevator Europe.

## Contratti maggiori
Nell'ottobre 2013, Otis vinse un contratto per la fornitura di 670 ascensori e scale mobili alla Hyderabad Metro. Il secondo contratto più grande fu nel 2012, per 349 ascensori alla Metropolitana di Hangzhou.

## Sedi
Otis aprì una fabbrica Bloomington (Indiana) nel 1965. Negli anni '90 venne spostata la produzione da Bloomington a Nogales Sonora in Messico. Nel 2012 e 2013, Bloomington e Nogales vennero spostate in Florence (Carolina del Sud). Otis ha una fabbrica a Yonkers (New York). Fu chiusa nel 1983 e ora al Kawasaki rail car assembly plant. Otis ha una fabbrica a Harrison (New Jersey).
Nel 1999, Otis acquisisce la CemcoLift, Inc, di Hatfield PA. La sede venne poi chiusa nel 2012, e il business venduto alla Minnesota Elevator Inc. Otis ha una torre per i test a Bristol (Connecticut) e un Service Center a Bloomfield (Connecticut).
Nel luglio 2022, la società di ascensori Otis ha venduto la sua attività in Russia alla holding S8 Capital. L'azienda ha ricevuto attrezzature, tecnologie e personale. Inoltre, la parte americana ha garantito forniture ininterrotte dei pezzi di ricambio necessari. All'inizio di agosto è stata lanciata una nuova linea di produzione. Dalla fine di gennaio 2023, l'azienda produce prodotti con il marchio Meteor Lift.